# Аминта I (индо-греческий царь)
Аминта I Никатор (Победитель) (др.-греч. Ἀμύντας ὁ Νικάτωρ, д/р — ок. 90 до н. э.) — индо-греческий царь в Арахозии и Гандхаре в 95 г. до н. э.—90 г. до н. э.

## Биография
Происхождение Аминты I достоверно не установлено: часть учёных считает его наследником Менандра I, другие — Антиалкида I. Правил в 95-90 гг. до н. э. (по иной версии — до 80-65 гг. до н. э.). Возможно, он сначала властвовал в Арахозии после смерти царя Поликсена Эпифана Сотера, затем стал бороться против других индо-греческих царей — Диомеда и Эпандера.
Существует версия, что Аминта I был лишён трона в 90 году до н. э. Гелиоклом II, но после смерти последнего в 80 году до н. э. снова взошёл на престол. Вероятно, вел войны с саками или занял трон с их помощью. Ему наследовал Певколай.
До нашего времени дошли серебряные и бронзовые монеты, отчеканенные при Аминте I. Первые являются двуязычными (на древнегреческом и кхароштхи) с изображением Зевса и Афины. Бронзовые монеты изображают Зевса-Митру с фригийским колпаком, а Афину — с буддийским жестом витарка мудра (указательный и большой пальцы правой руки соединены, остальные — выпрямлены). По форме приближены к аттическому стандарту и являются одними из крупнейших эллинистических монет — весом 85 г.